# Беер-Салах
Беер-Салах (англ. Bir Salah) — місто в Тунісі. Входить до складу вілаєту Сфакс. Станом на 2004 рік тут проживало 4 638 осіб.